# Tlatlauquitepec (Guerrero)
Tlatlauquitepec es una localidad del estado mexicano de Guerrero. Es parte del municipio de Atlixtac.

## Demografía
| Censo | Población |
| ----- | --------- |
| 1900  | 285       |
| 1910  | 381       |
| 1921  | 109       |
| 1930  | 210       |
| 1940  | 315       |
| 1950  | 399       |
| 1960  | 297       |
| 1970  | 691       |
| 1980  | 916       |
| 1990  | 1 254     |
| 1995  | 1 318     |
| 2000  | 1 751     |
| 2005  | 1 810     |
| 2010  | 2 188     |
| 2020  | 2 646     |